# Loretokirche (Salzburg)

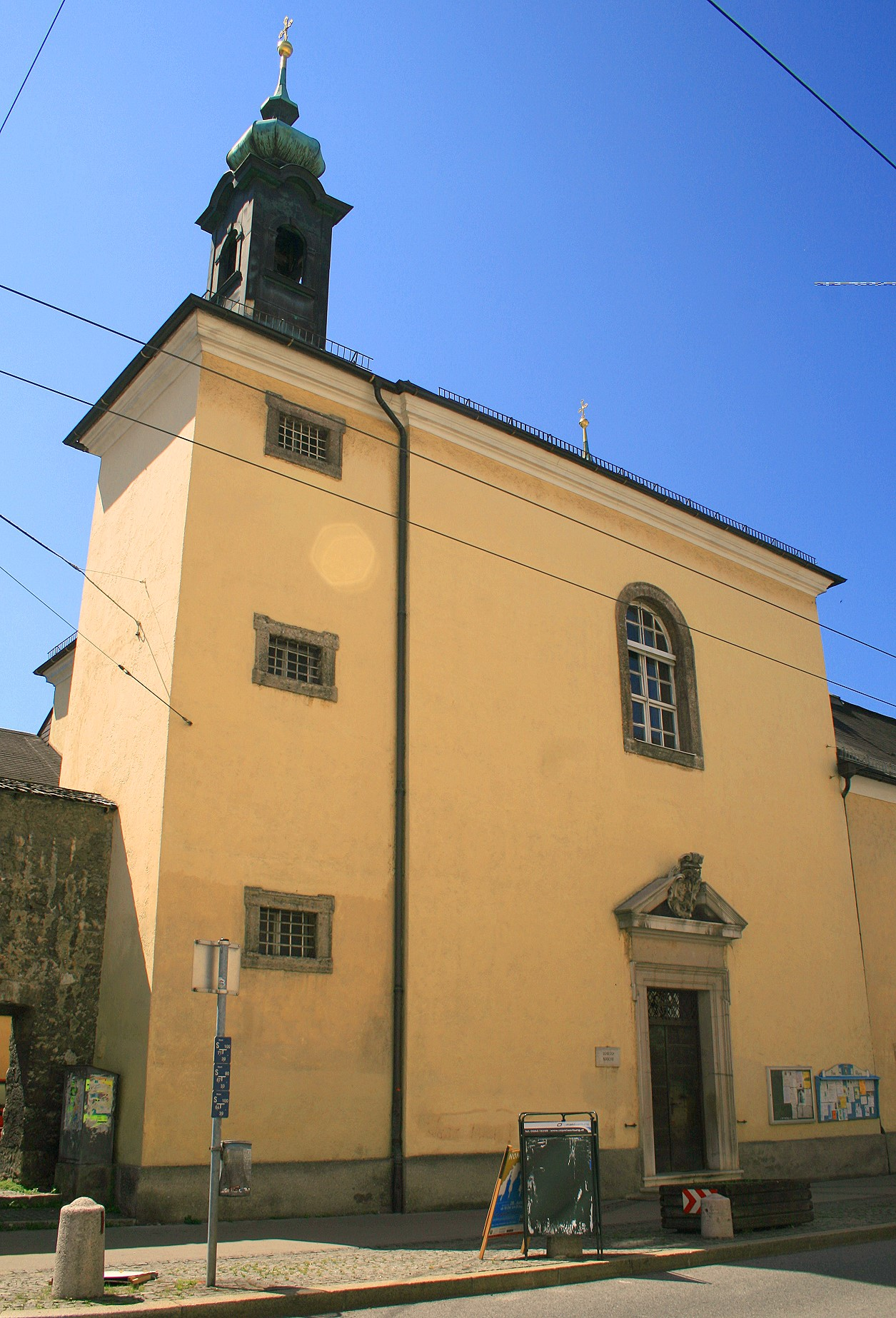
Loretokirche (2007)

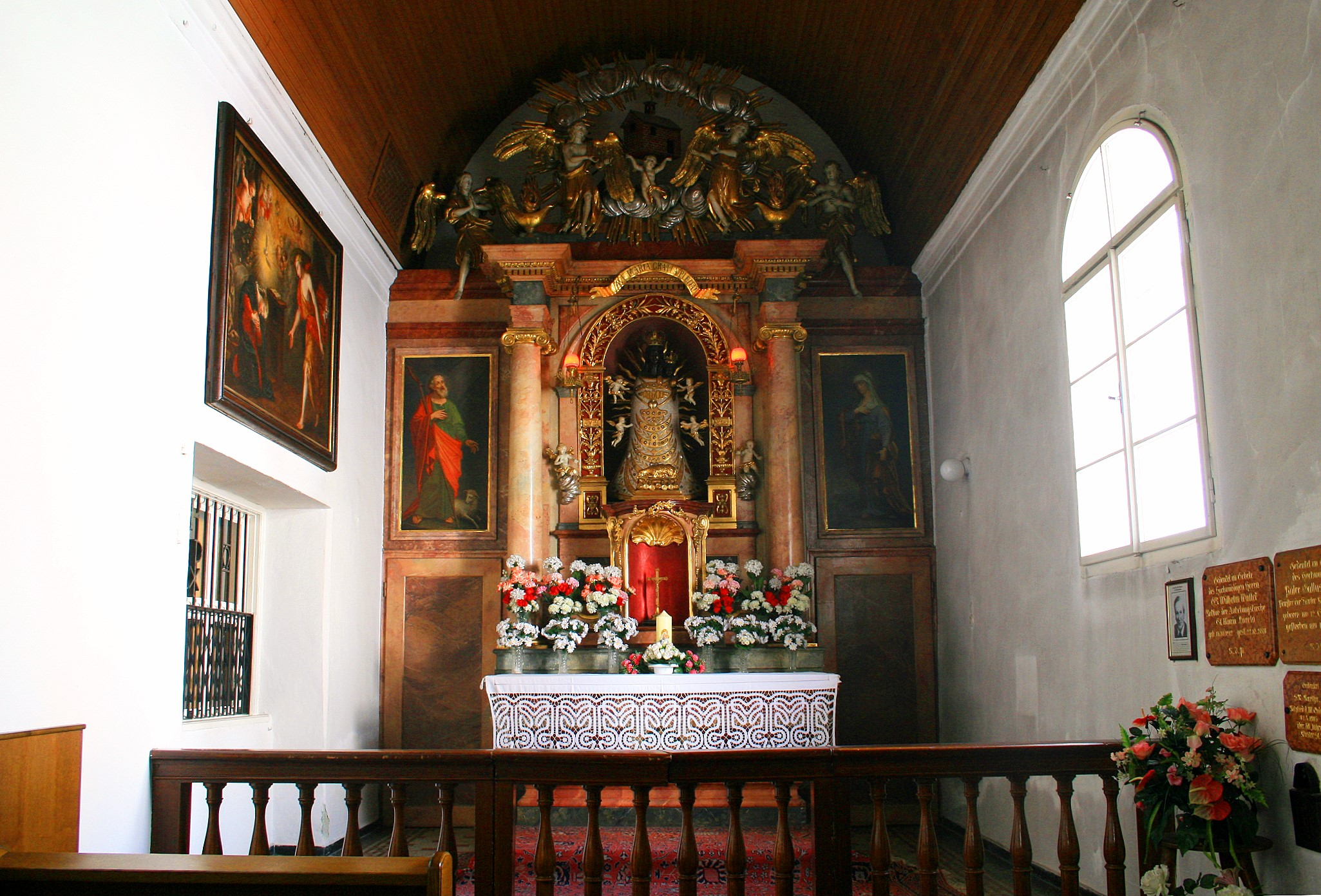
Innenraum der Loretokirche

Die römisch-katholische Loretokirche ist die Klosterkirche des Loretoklosters und steht in der Rechten Altstadt der Stadt Salzburg (Grenze Neustadt).
Das Kloster wie auch die Kirche stehen unter Denkmalschutz und gehören zum UNESCO-Welterbe Historisches Zentrum der Stadt Salzburg.

## Loretokloster
Mit einer Stiftung von 5000 Gulden aus dem Jahr 1631 von Friedrich von Grimming, der dann Kapuziner wurde, konnte im Auftrag des Erzbischofs Paris von Lodron ab 1633 ein Kloster Maria Loreto errichtet und 1637 geweiht werden. Bezogen wurde das Kloster von Nonnen der Regulierten Kapuzinerinnen von der Ewigen Anbetung, die im Dreißigjährigen Krieg 1632, als der Schwedenkönig in Bayern einfiel und München besetzte, aus dem Frauenkloster zu Landshut nach Salzburg flohen.
Im Kloster gibt es ein Holzrelief Beweinung Christi aus dem ersten Viertel des 17. Jahrhunderts von Hans Waldburger.

## Loretokirche
Die Loretokirche wurde von 1633 bis 1648 errichtet, nach einem Brand im Jahre 1818 wiederaufgebaut und nach schweren Schäden im Bombenkrieg 1944 von 1947 bis 1949 wieder aufgebaut. Die Kirche ist ein schlichter Saalbau mit einfacher glatter Fassade mit drei angebauten Kapellen. Über dem Marmorportal ist ein Wappen des Erzbischofs Paris Lodron. Das rechteckige Langhaus mit einer Holzkassettendecke ist über einen schmalen tonnengewölbten Durchgang mit der achteckigen Chorkapelle verbunden, die Wandnischen hat.
Der Hochaltar aus dem 17. Jahrhundert zeigt eine Wurzel Jesse und eine Dreifaltigkeitsgruppe. Es gibt drei Gnadenbilder der Schwarzen Madonna. In einer Nische ist ein Gnadenbild Maria von Altötting. Die linke Seitenkapelle zeigt ein Gnadenbild Maria Einsiedeln. Die rechte Seitenkapelle zeigt das Gnadenbild Maria Loreto, die Heiligen Joachim und Anna und einen Engel, welcher das Haus Loreto trägt. Der Tabernakel und Figuren in den Nischen entstanden um 1820 nach Wiederherstellung der Loretokirche nach einem Brand. Im Langhaus sind zwei barocke Altäre aus 1949. Über dem Triumphbogen ist eine Schnitzgruppe Gnadenstuhl aus dem 17. Jahrhundert. Es gibt ein Schmiedeeisengitter aus dem Jahr 1735.

## Bekannte Geistliche, die in der Kirche zum Priester geweiht wurden
- Matthias Wißhofer (1752–1819), Dechant, Freiheitskämpfer, Universalgelehrter und Erfinder

## Nachweise
- Kapuzinerinnen von der ewigen Anbetung – Kloster St. Maria Loreto, Referat für die Kulturgüter der Orden, kulturgueter.kath-orden.at
- Kloster St. Maria Loreto / Salzburg, salzburg.gv.at → Kulturlandschaften
- St. Maria Loreto. In: Salzburger Nachrichten: Salzburgwiki.

1. 1 2 3  Dehio Salzburg 1986, Salzburg Neustadt, Loretokirche, Seite 632

Koordinaten: 47° 48′ 17,89″ N, 13° 2′ 46,18″ O